# 宇野公子
宇野 公子（うの きみこ、1951年8月 - ）は、日本の経済学者、国際公務員。専門は地域経済学、経済開発論。国際連合工業開発機関（UNIDO）ジュネーブ事務所長や、国際連合食糧農業機関(FAO)カンボジア事務所長、東京外国語大学教授等を経て、学習院女子大学教授。Ph.D.（地域経済学）。

## 人物・経歴
お茶の水女子大学卒業後、1982年3月東京工業大学大学院社会工学研究科博士課程単位取得退学、同年12月ペンシルベニア大学大学院人文科学研究科（University of Pennsylvania School of Arts and Sciences）博士課程修了。国際労働機関(ILO)、国際連合、経済協力開発機構(OECD)、世界銀行に勤務し、国際連合工業開発機関（UNIDO）ジュネーブ事務所長や、国際連合食糧農業機関(FAO)カンボジア事務所長を歴任した。2009年4月より東京外国語大学総合国際学研究院教授、2017年3月、同大学を定年退職、4月より学習院女子大学国際交流学部教授。

## 研究業績
- 宇野公子「Some Statistical Evidence of Poverty Ratios in Asia and the Pacific Based on Logit Models」『東京外国語大学論集』第79号、東京外国語大学、2009年、351-372頁、ISSN 04934342、NAID 120001905055。
- 宇野公子「Analysis of Current and Capital Account Balances and Contribution to Foreign Reserves」『東京外国語大学論集』第79号、東京外国語大学、2009年、325-350［含 抄録］、ISSN 04934342、NAID 120001905054。
- “UNIDO in Brief,” Presented to 43rd and 44th United Nations Graduate Study programmes in 2005 and 2006 in Geneva, Switzerland in United Nations.
- “Achievements of MDG in Asia and the Pacific -Poverty Rates and Logit Model-” (memo), UNESCAP, February 2005.
- “Regional Translog Production Functions with Capital and Labor Inputs Differentiated by Educational Attainment: The Case of Japanese Industry, 1968-1977,” Regional Science and Urban Economics, Volume 16, Issue 3, pp. 449-462, 1986. doi:10.1016/0166-0462(86)90035-9 10.1016/0166-0462(86)90035-9